# Thủ Đức
Thủ Đức ist eine Stadt in der Provinz  Ho-Chi-Minh-Stadt in der Region Đông Nam Bộ („Südosten“) in Vietnam. Thủ Đức hatte 2020 eine Einwohnerzahl von 1.013.795. Sie wurde im Dezember 2020 als sogenanntes Stadt in einer Stadt-Modell ("thành phố trong thành phố") aus drei Stadtbezirken (Quận) gegründet.
Thủ Đức soll eine intelligente Stadt (Smart City) und ein neues Geschäftszentrum der Region werden.

## Söhne und Töchter
- Joseph Đỗ Quang Khang (* 1965), römisch-katholischer Geistlicher, Bischof von Bắc Ninh

## Galerie

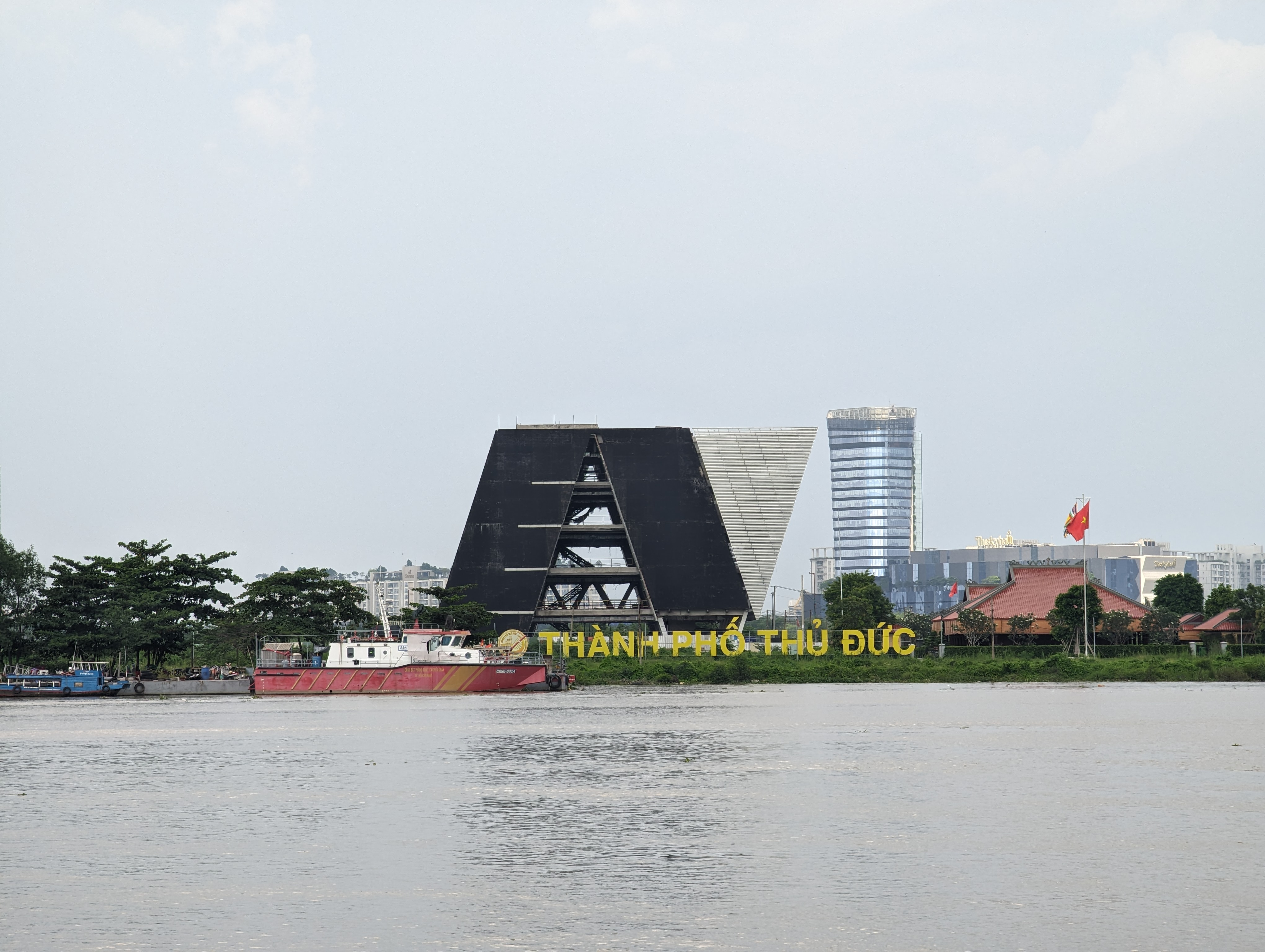